# Calais Basket Cheminots JMC
El Calais Basket es un equipo de baloncesto francés con sede en la ciudad de Calais, que compite en la NM2, la cuarta competición de su país. Disputa sus partidos en la Salle du Marché Couvert.

## Posiciones en liga
- 1997 - (5-N2)
- 1998 - (16-N2)
- 2009 - (2-NM2)
- 2010 - (1-NM2)
- 2011 - (3-NM2)
- 2012 - (9-NM2)
- 2013 - (8-NM2)
- 2014 - (5-NM2)
- 2015 - (6-NM2)
- 2016 - (3-NM2)
- 2017 - (4-NM2)
- 2018 - (8-NM2)
- 2019 - (3-NM2)
- 2020 - (8-NM2)
- 2021 - (13-NM2)
- 2022 - (10-NM2)

## Palmarés
- Campeón Grupo D NM2 - 2010